# Martijana
Martijana es un despoblado español del municipio de Valle de Mena, perteneciente a la provincia de Burgos, en la comunidad autónoma de Castilla y León.

## Historia
Hacia mediados del siglo XIX, el lugar, por entonces perteneciente al municipio de Angulo, era referido como un barrio. Aparece descrito en el undécimo volumen del Diccionario geográfico-estadístico-histórico de España y sus posesiones de Ultramar de Pascual Madoz con las siguientes palabras:

MARTIJANA: barrio en la prov. de Burgos y part. jud. de Villarcayo: es uno de los que componen el valle Angulo (V.)
(Madoz, 1848, p. 251)

En 2023, el núcleo de población de Martijana, encuadrado dentro de la entidad singular de población de Angulo, ahora parte del municipio de Valle de Mena, no tenía empadronado ningún habitante.